# 冥福
冥福，在道教和中国民间信仰中意指亡靈在陰間的幸福，汉传佛教也吸收了这个概念，作为功德的一部分。保證死者冥福有兩種形式，一是精神上的，二是物質上的。
精神層次者，常會採取超渡儀式、讀頌佛號、佛經、求神禮佛等，如清代馮桂芬《孝婦單孺人傳》：「遂矢志長齋，日誦《金剛經》，資母『冥福』。」《魏書》崔挺傳：“ 共鑄八尺銅像于城東廣因寺 ，起八關齋，追奉冥福。”
物質層次者，多是陪葬、焚燒紙錢、紙紮祭品等。